# Lithocarpus garrettianus
Lithocarpus garrettianus (Craib) A.Camus – gatunek roślin z rodziny bukowatych (Fagaceae Dumort.). Występuje naturalnie w Mjanmie, północnej części Tajlandii, Laosie, Wietnamie oraz południowych Chinach (w południowo-zachodnim Junnanie). 

## Morfologia
PokrójZimozielone drzewo dorastające do 20 m wysokości.
LiścieBlaszka liściowa jest skórzasta i ma owalny lub lancetowaty kształt. Mierzy 12–22 cm długości oraz 4–8 cm szerokości, jest całobrzega, ma klinową nasadę i ostry wierzchołek. Ogonek liściowy jest owłosiony i ma 10–20 mm długości.
OwoceOrzechy o kulistawym kształcie, dorastają do 8–12 mm długości i 12–15 mm średnicy. Osadzone są pojedynczo w miseczkach w kształcie kubka, które mierzą 15 mm długości i 20–25 mm średnicy. Orzechy otulone są w miseczkach do 65% ich długości.

## Biologia i ekologia
Rośnie w lasach mieszanych. Występuje na wysokości do 1000 m n.p.m. Kwitnie od czerwca do sierpnia.